# Seznam zájezdních hostinců v Praze
Seznam zájezdních hostinců v Praze obsahuje dochované i zaniklé zájezdní hostince Praze a v obcích později k Praze připojených. Seznam nemusí být úplný.
| Hostinec                     | Lokace                               | Praha    | Katastr         | Kulturní památka číslo ÚSKP | Poznámka           | Commons                                                          | Souřadnice                       |
| ---------------------------- | ------------------------------------ | -------- | --------------- | --------------------------- | ------------------ | ---------------------------------------------------------------- | -------------------------------- |
| Barborka                     | Českobrodská 38                      | Praha 9  | Dolní Počernice | 105884                      |                    | Kategorie „Hostinec Barborka“ na Wikimedia Commons               | 50°5′9″ s. š., 14°34′34″ v. d.   |
| Bezovka                      | původní č.p. 586                     | Praha 3  | Žižkov          | 51977/1-2287                | bývalý vodní mlýn  | Kategorie „Bezovka (Žižkov)“ na Wikimedia Commons                | 50°5′5″ s. š., 14°27′21″ v. d.   |
| Bílý Beránek                 | Plzeňská č.p. 51                     | Praha 5  | Stodůlky        | 40847/1-1721                | zaniklo            |                                                                  | 50°3′42″ s. š., 14°18′35″ v. d.  |
| Červený mlýn                 |                                      | Praha 5  | Hlubočepy       |                             | zaniklo            |                                                                  | 50°2′29″ s. š., 14°24′19″ v. d.  |
| Dolní dvůr v Bohnicích       | Bohnická 12                          | Praha 8  | Bohnice         | 54975/1-1573                |                    | Kategorie „Hospic Štrasburk“ na Wikimedia Commons                | 50°8′7″ s. š., 14°24′58″ v. d.   |
| Formanka                     | Českobrodská 3/17                    | Praha 9  | Hrdlořezy       |                             | v sále kino Osvěta | Kategorie „Hrdlořezy č. p. 3 (Prague)“ na Wikimedia Commons      | 50°5′32″ s. š., 14°30′38″ v. d.  |
| Formanská hospoda            | původní č.p. 15                      | Praha 10 | Benice          |                             | zaniklo            |                                                                  | 50°0′56″ s. š., 14°36′22″ v. d.  |
| Formanská hospoda            |                                      | Praha 6  | Břevnov         |                             | zaniklo            |                                                                  | 50°4′52″ s. š., 14°20′41″ v. d.  |
| Formanská hospoda            |                                      | Praha 8  | Ďáblice         |                             | zaniklo            |                                                                  | 50°8′56″ s. š., 14°29′11″ v. d.  |
| Klíčov                       | původní č.p. 81                      | Praha 9  | Vysočany        |                             | zaniklo            |                                                                  | 50°7′1″ s. š., 14°30′57″ v. d.   |
| Ladronka                     | Tomanova 1028/1                      | Praha 6  | Břevnov         | 40422/1-1443                |                    | Kategorie „Ladronka (homestead)“ na Wikimedia Commons            | 50°4′43″ s. š., 14°21′24″ v. d.  |
| Malovanka                    | původní č.p. 34                      | Praha 6  | Břevnov         |                             | zaniklo            |                                                                  | 50°5′15″ s. š., 14°22′49″ v. d.  |
| Na Betáni                    | Vídeňská 51/138                      | Praha 4  | Kunratice       |                             |                    | Kategorie „Hostinec Na Betáni“ na Wikimedia Commons              | 50°0′28″ s. š., 14°28′46″ v. d.  |
| Na Chumberku                 | Kamýcká 153/15                       | Praha 6  | Suchdol         | 41317/1-2030                |                    | Kategorie „Zájezdní hostinec na Výhledech“ na Wikimedia Commons  | 50°8′16″ s. š., 14°22′2″ v. d.   |
| Na Knížecí                   | původní č.p. 33                      | Praha 5  | Smíchov         |                             | zaniklo            |                                                                  | 50°4′10″ s. š., 14°24′18″ v. d.  |
| Na Kovárně                   | Náchodská 126/215                    | Praha 9  | Horní Počernice |                             |                    | Kategorie „Na Kovárně (Horní Počernice)“ na Wikimedia Commons    | 50°7′5″ s. š., 14°37′44″ v. d.   |
| Na Staré kovárně             | Branická 26/43                       | Praha 4  | Braník          |                             |                    |                                                                  | 50°2′15″ s. š., 14°24′43″ v. d.  |
| Na Staré poště               | Českobrodská 1                       | Praha 9  | Běchovice       | 20339/1-1971                |                    | Kategorie „Stará pošta (Běchovice)“ na Wikimedia Commons         | 50°4′52″ s. š., 14°37′2″ v. d.   |
| Na Sychrově                  |                                      | Praha 9  | Horní Počernice |                             | zaniklo            |                                                                  | 50°7′12″ s. š., 14°39′26″ v. d.  |
| Na Špejchaře                 | Letná, Milady Horákové 85/95         | Praha 7  | Holešovice      |                             |                    | Kategorie „Restaurace Na Špejchaře (Letná)“ na Wikimedia Commons | 50°5′51″ s. š., 14°24′28″ v. d.  |
| Na Vyskočilce                | Zbraslavská                          | Praha 5  | Malá Chuchle    |                             | zaniklo            |                                                                  | 50°1′47″ s. š., 14°23′49″ v. d.  |
| Nová hospoda (U Petrášků)    | U Národní galerie 478                | Praha 5  | Zbraslav        |                             |                    | Kategorie „U Národní galerie 478“ na Wikimedia Commons           | 49°58′40″ s. š., 14°23′39″ v. d. |
| Poštovka                     | U Poštovky, původní č.p. 123         | Praha 5  | Košíře          |                             | zaniklo            |                                                                  | 50°4′8″ s. š., 14°21′1″ v. d.    |
| Stará hospoda                | Poděbradská 1                        | Praha 9  | Hloubětín       | 40713/1-1640                |                    | Kategorie „Hloubětín č. p. 1“ na Wikimedia Commons               | 50°6′20″ s. š., 14°32′8″ v. d.   |
| U Bílého lva (U města Vídně) | Hybernská 999/6                      | Praha 1  | Nové Město      | 41023/1-1834                |                    | Kategorie „Hybernská 6“ na Wikimedia Commons                     | 50°5′13″ s. š., 14°25′48″ v. d.  |
| U Brabců                     | Na Proseku 2/11                      | Praha 9  | Prosek          |                             | zaniklo            | Kategorie „Hostinec U Brabců (Prosek)“ na Wikimedia Commons      | 50°7′2″ s. š., 14°29′40″ v. d.   |
| U Černého koně               | Modřanská 94/8                       | Praha 4  | Hodkovičky      |                             |                    | Kategorie „Restaurace U černého koně“ na Wikimedia Commons       | 50°1′24″ s. š., 14°24′18″ v. d.  |
| U Deutschů                   | Zenklova, Na Hrázi, původní č.p. 121 | Praha 8  | Libeň           |                             | zaniklo            |                                                                  | 50°6′19″ s. š., 14°28′24″ v. d.  |
| U Kaštanu                    | Bělohorská 201/150                   | Praha 6  | Břevnov         | 40419/1-1441                |                    | Kategorie „Hostinec U kaštanu (Břevnov)“ na Wikimedia Commons    | 50°5′1″ s. š., 14°21′39″ v. d.   |
| U Labutě                     | Thomayerova 751/3                    | Praha 4  | Krč             |                             |                    | Kategorie „Restaurace U labutě“ na Wikimedia Commons             | 50°2′ s. š., 14°27′22″ v. d.     |
| U města Hamburku             | Sokolovská 81/55                     | Praha 8  | Karlín          | 10095/1-2192                |                    | Kategorie „Hostinec U města Hamburku“ na Wikimedia Commons       | 50°5′35″ s. š., 14°26′48″ v. d.  |
| U města Prahy                | původní č.p. 29                      | Praha 2  | Vinohrady       |                             | zaniklo            |                                                                  | 50°4′38″ s. š., 14°26′53″ v. d.  |
| U Rozvařilů                  |                                      | Praha 1  | Nové Město      |                             | zaniklo            |                                                                  | 50°5′23″ s. š., 14°26′3″ v. d.   |
| Velká hospoda                | Karlovarská 1/4 a 48/10              | Praha 6  | Řepy            | 40807/1-1695                |                    | Kategorie „Velká hospoda na Bílé hoře“ na Wikimedia Commons      | 50°4′32″ s. š., 14°19′29″ v. d.  |
| Zájezdní hostinec v Nuslích  | Nuselská, Vladimírova, č.p. 64       | Praha 4  | Nusle           |                             |                    | Kategorie „Nuselská 64“ na Wikimedia Commons                     | 50°3′47″ s. š., 14°26′35″ v. d.  |
| Zelená liška                 | Pankrác, původní č.p. 64             | Praha 4  | Nusle           |                             | zaniklo            |                                                                  | 50°2′54″ s. š., 14°26′40″ v. d.  |